# Showdown – Die Wüsten-Challenge
Showdown – Die Wüsten-Challenge war eine Spielshow bei RTL, die 2018 ausgestrahlt wurde.

## Konzept
Die Show ist eine deutsche Adaption der US-Actionshow „Steve Austin’s Broken Skull Challenge“. Mit Kraft, Ausdauer, körperlicher und mentaler Stärke traten mitten in der Sierra Nevada sportliche Kandidaten im Duellmodus Frau vs. Frau und Mann vs. Mann in verschiedenen Disziplinen gegeneinander an. Am Ende jeder Sendung musste sich dann ein Athlet bzw. eine Athletin am finalen Einzel-Parcours, dem sogenannten „Showdown“ messen. Pro Ausgabe gab es 10.000 Euro zu gewinnen. Moderator war der Football-Experte Patrick Esume.
Bekannte Teilnehmer der Show waren u. a. Markus Ertelt, Carolin Hingst und Dardan Morina.